# X (film, 1986)
X är en norsk film från 1986, regisserad av Oddvar Einarson. Huvudrollerna spelades av Bettina Banoun och Jørn Christensen. Filmen vann Amanda-prisen 1987 för bästa norska film.

## Handling
Jon Gabriel är en ung och duktig fotokonstnär, han är dock periodvis uteliggare. 13-åriga Flora är alltid uteliggare, men är mer framåt i sin kamp för att klara sig. Hon är ett barn med livserfarenhet och alltför stor för sin ålder, med en tuffhet och direkthet som står i skarp kontrast till hennes enkla person.